# Кампомаджоре
Кампомаджоре (итал. Campomaggiore) — коммуна в Италии, располагается в регионе Базиликата, в провинции Потенца.
Население составляет 899 человек (2008 г.), плотность населения составляет 82 чел./км². Занимает площадь 12 км². Почтовый индекс — 85010. Телефонный код — 0971.
Покровительницей коммуны почитается Пресвятая Богородица, празднование 16 июля.

## Демография
Динамика населения:

## Администрация коммуны
- Официальный сайт: http://www.comune.campomaggiore.pz.it/ Архивная копия от 6 октября 2008 на Wayback Machine